# العلاقات التوفالية المصرية
العلاقات التوفالية المصرية هي العلاقات الثنائية التي تجمع بين توفالو ومصر.

## مقارنة بين البلدين
هذه مقارنة عامة ومرجعية للدولتين:
| وجه المقارنة                                              | توفالو                         | مصر           |
| --------------------------------------------------------- | ------------------------------ | ------------- |
| المساحة (كم2)                                             | 26                             | 1.01 مليون    |
| عدد السكان (نسمة)                                         | 11.19 ألف                      | 94.80 مليون   |
| الكثافة السكانية (ن./كم²)                                 | 43.04 ألف                      | 93.86         |
| العاصمة                                                   | فونافوتي                       | القاهرة       |
| اللغة الرسمية                                             | اللغة التوفالوية، لغة إنجليزية | اللغة العربية |
| العملة                                                    | دولار توفالو                   | جنيه مصري     |
| الناتج المحلي الإجمالي (بليون دولار)                      | 39.73 مليون                    | 235.37 مليار  |
| الناتج المحلي الإجمالي (تعادل القوة الشرائية) بليون دولار | 38.93 مليون                    | 998.67 مليار  |
| الناتج المحلي الإجمالي الاسمي للفرد دولار أمريكي          | 3.29 ألف                       | 3.61 ألف      |
| الناتج المحلي الإجمالي للفرد دولار أمريكي                 | 3.77 ألف                       |               |
| مؤشر التنمية البشرية                                      |                                | 0.690         |
| رمز المكالمات الدولي                                      | +688                           | +20           |
| رمز الإنترنت                                              | .tv                            | .eg، .مصر     |
| المنطقة الزمنية                                           | ت ع م+12:00                    | ت ع م+02:00   |

## منظمات دولية مشتركة
يشترك البلدان في عضوية مجموعة من المنظمات الدولية، منها:
| علم المنظمة | اسم المنظمة                   | تاريخ انضمام توفالو | تاريخ انضمام مصر |
| ----------- | ----------------------------- | ------------------- | ---------------- |
|             | الاتحاد الدولي للاتصالات      | 15 أغسطس 1996       | 9 ديسمبر 1876    |
|             | مؤسسة التنمية الدولية         | 24 يونيو 2010       | 26 أكتوبر 1960   |
|             | يونسكو                        | 21 أكتوبر 1991      | 22 يناير 1947    |
|             | الأمم المتحدة                 | 5 سبتمبر 2000       | 24 أكتوبر 1945   |
|             | الاتحاد البريدي العالمي       | ?                   | ?                |
|             | البنك الدولي للإنشاء والتعمير | 24 يونيو 2010       | 27 ديسمبر 1945   |

## وصلات خارجية
- موقع وزارة الخارجية المصرية